# 布氏床杜父魚
布氏床杜父魚，為輻鰭魚綱鮋形目杜父魚亞目杜父魚科的其中一種。分布於西北太平洋區，包括日本海北部、北海道及鄂霍次克海海域，屬底棲魚類，深度約水深0至140公尺，背鰭硬棘8至10枚；背鰭軟條15至16枚；臀鰭軟條12至14枚，體長可達42公分，棲息在海草床，可做為食用魚。

## 扩展阅读
維基物種上的相關：布氏床杜父魚